# Basket-ball aux Jeux olympiques d'été de 1952
Navigation
Londres 1948 Melbourne 1956
Résultats du tournoi de basket-ball aux Jeux olympiques d'été de 1952 à Helsinki.

## Médaillés
| Or | Argent | Bronze |
| États-Unis Ron Bontemps Marcus Freiberger Wayne Glasgow Charlie Hoag Bill Hougland John Keller Dean Kelley Bob Kenney Bob Kurland Bill Lienhard Clyde Lovellette Frank McCabe Dan Pippin Howie Williams | URSS Stepas Butautas Nodar Dzhordzhikiya Anatoly Konev Otar Korkiya Heino Kruus Ilmar Kullam Justinas Lagunavičius Joann Lõssov Aleksandr Moiseyev Yuri Ozerov Kazys Petkevičius Stasys Stonkus Maigonis Valdmanis Viktor Vlassov | Uruguay Martín Acosta y Lara Enrique Baliño Victorio Cieslinskas Héctor Costa Nelson Demarco Héctor García Tabaré Borges Adesio Lombardo Roberto Lovera Sergio Matto Wilfredo Peláez Carlos Roselló |

## Classement final

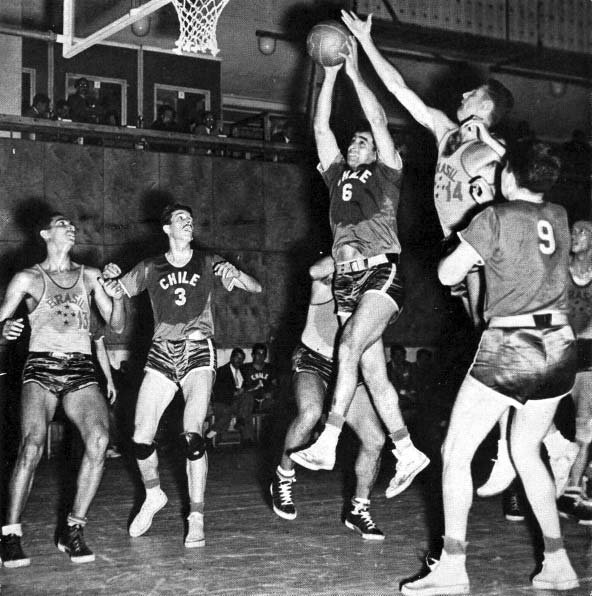
Rencontre entre le Brésil et le Chili.

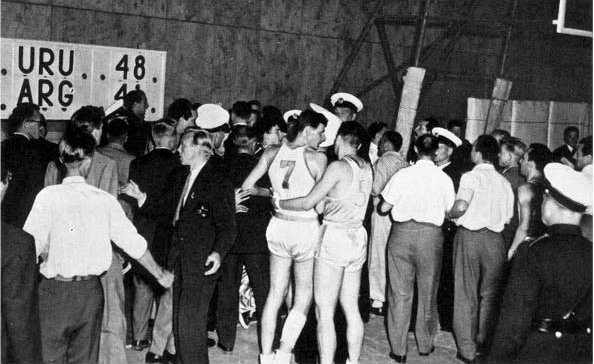
Rencontre pour la 3e place entre l'Uruguay et l'Argentine.

1. États-Unis
2. URSS
3. Uruguay
4. Argentine
5. Chili
6. Brésil
7. Bulgarie
8. France

- 9 à 16 : 
  -  Canada
  -  Cuba
  -  Tchécoslovaquie
  -  Égypte
  -  Finlande
  -  Hongrie
  -  Mexique
  -  Philippines
- 17 à 23 : 
  -  Belgique
  -  Grèce
  -  Israël
  -  Italie
  -  Roumanie
  -  Suisse
  -  Turquie

## Compétition

### Hommes

#### Classement 1 à 4

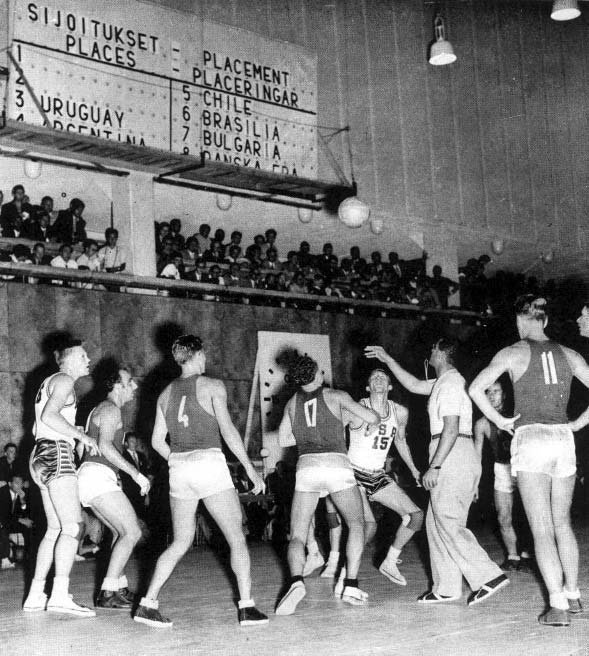
Finale entre les États-Unis et l'Union soviétique

|  | Tour de classement | Tour de classement |          |    | 1re place | 1re place |
|  | Tour de classement | Tour de classement |          |    | 1re place | 1re place |
|  |                    |                    |          |    |           |           |
|  |                    |                    |          |    |           |           |
|  |                    |                    |          |    |           |           |
|  | URSS               | 61                 |          |    |           |           |
|  | URSS               | 61                 |          |    |           |           |
|  | Uruguay            | 57                 |          |    |           |           |
|  | Uruguay            | 57                 | URSS     | 25 |           |           |
|  |                    |                    | URSS     | 25 |           |           |
|  |                    | États-Unis         | 36       |    |           |           |
|  | États-Unis         | États-Unis         | 36       | 85 |           |           |
|  | États-Unis         |                    |          | 85 |           |           |
|  | Argentine          | 76                 |          |    |           |           |
|  | Argentine          | 76                 | 3e place |    |           |           |
|  |                    |                    |          |    |           |           |
|  |                    |                    |          |    |           |           |
|  |                    |                    |          |    |           |           |
|  | Uruguay            | 68                 |          |    |           |           |
|  | Uruguay            | 68                 |          |    |           |           |
|  | Argentine          | 59                 |          |    |           |           |
|  | Argentine          | 59                 |          |    |           |           |

Source : Maxi-Basket